# تیبور وارگا
تیبور وارگا (انگلیسی: Tibor Varga (violinist)؛ ۴ ژوئیهٔ ۱۹۲۱ – ۴ سپتامبر ۲۰۰۳) یک موسیقی‌دان اهل مجارستان بود. 